# Chiesa di Ognissanti a Górki Wielkie
La chiesa cattolica di Ognissanti a Górki Wielkie si trova nella diocesi di Bielsko-Żywiec. I primi documenti riguardanti la chiesa di Ognissanti in stile gotico a Górki Wielkie risalgono al XV secolo, la parrocchia viene menzionata per la prima volta nel registro dei pagamenti dell'obolo di San Pietro dal 1417, anno in cui è costruita. La parrocchia viene successivamente ampliata nel 1662 e restaurata nel 1779 su commissione della famiglia Marklowski. La tomba del feudatario di Górki Wielkie, Henryk Górecki morto nel 1682, è posta all'entrata dell'edificio. La chiesa si trova nella zona speciale di conservazione Natura 2000 a causa della presenza di diverse specie di pipistrelli, tra cui i vespiertili maggiori e i ferri di cavallo minori.